# Сільченко Василь Андрійович
Василь Андрійович Сільченко (нар. 4 травня 1951, с. Андріївка, Ічнянський район, Чернігівська область) — український політик, член СПУ (з 1997); перший секретар Київського обкому СПУ (з січня 2004), член Політради СПУ.

## Освіта
Закінчив Українську сільськогосподарську академію (1977), інженер-механік.

## Кар'єра
- 1977–1986 — головний інженер Таращанського радгоспу-технікуму, Київська область.
- 1986–1987 — заступник голови Таращанського районного агропромислового об'єднання з механізації.
- 1987–2004 — голова правління агрофірми «Мрія», с. Володимирівка Таращанського району.
- 2004–2006 — помічник-консультант народного депутата України.

Депутат Київської облради (квітень 2006).
Народний депутат України 5-го скликання з квітня 2006 до листопада 2007 від СПУ, № 22 в списку. На час виборів: помічник-консультант народного депутата України, член СПУ. Член фракції СПУ (з квітня 2006). Секретар Комітету з питань аграрної політики та земельних відносин (з липня 2006).
Вересень 2007 — кандидат в народні депутати України від СПУ, № 17 в списку. На час виборів: народний депутат України, член СПУ.

## Особисте життя
Одружений, має дочку.